# Puszcza Mariańska
Puszcza Mariańska è un comune rurale polacco del distretto di Żyrardów, nel voivodato della Masovia.
Ricopre una superficie di 142,41 km² e nel 2004 contava 8 431 abitanti.